# Sorin Group
Sorin Group S.p.A. è stata una società italiana produttrice di apparecchi medicali, in particolare per il trattamento delle malattie cardiovascolari e renali.
È stata quotata alla Borsa di Milano dal 5 gennaio 2004, dopo essere stata scissa dal gruppo chimico SNIA al 19 ottobre 2015 quando è stata revocata dalle negoziazioni in seguito alla fusione con la statunitense  Cyberonics, Inc. creando la LivaNova. Contava su 4.800 dipendenti, con un fatturato di oltre 700 milioni di euro.

## Storia
La società nasce a Saluggia nel 1956 come Società Ricerche Impianti Nucleari - SORIN, con azionisti Montecatini e Fiat, allo scopo di effettuare ricerche nel settore nucleare. Il reattore Avogadro viene inaugurato alla fine del 1959. In seguito alla nazionalizzazione dell'energia elettrica degli anni sessanta, Sorin diversifica ed inizia la produzione di valvole mitraliche e stimolatori cardiaci, assumendo la denominazione di Sorin Biomedica S.p.A.
Nel 1985 si quota alla Borsa di Milano; la catena societaria è composta dalla controllante Bioengineering International B.V. di Amsterdam, che a sua volta fa capo alla Ihf International Holding Fiat S.A. di Lugano, controllata da Fiat Spa; l'anno successivo la partecipazione Sorin è trasferita a SNIA BPD. Nel 2000 è fusa per incorporazione nella controllante SNIA. Nel dicembre 2003 Sorin Group S.p.A. viene nuovamente creata per ricevere il ramo Tecnologie Medicali che viene contestualmente scisso da SNIA.
Il 26 febbraio 2015, Sorin Group ha annunciato la fusione con il produttore di dispositivi medici Cyberonics per formare una nuova società con sede nel Regno Unito chiamata LivaNova.

## Ex società del gruppo Sorin
- Dideco S.r.l, con sede a Mirandola, progetta e produce ossigenatori e sistemi di circolazione extracorporea del sangue utilizzati nelle operazioni a cuore aperto.
- Cobe Cardiovascular, con sede e fabbrica a Denver, produce ossigenatori per chirurgia e distribuisce macchine cuore/polmone.
- Sorin Group Deutschland GmbH, produce macchine cuore/polmone per la circolazione extracorporea. Acquisita da Sorin nel 1992, ha sede a Monaco di Baviera.
- CarboMedics Inc., con sede ad Austin e impianti produttivi ad Austin e Vancouver, produce valvole cardiache artificiali meccaniche e biologiche e di altri prodotti per la riparazione delle valvole cardiache naturali.
- Sorin Biomedica Cardio S.r.l., produce valvole cardiache e stent coronarici, possiede tecnologie esclusive come il Carbofilm.
- Ela Medical S.A.S., con sede e fabbrica a Parigi, produce pacemaker e defibrillatori ed è stata acquisita da Sorin nell'aprile del 2001.
- Sorin Biomedica CRM S.r.l., produce pacemaker, elettrodi e programmatori.
- Bellco S.r.l., con sede a Mirandola, produttore di apparecchiature nel settore dell'emodialisi per il trattamento dell'insufficienza renale cronica.
- Soludia S.A.S., acquisita da Sorin nell'aprile 2002, ha sede e fabbrica a Tolosa e produce soluzioni dialitiche concentrate in polvere, liquide ed infusionali per la dialisi.

## Ex azionisti
I maggiori azionisti della Sorin sono stati Bios S.p.A (al 19%), MPS (7%), Equinox Two SCA (tramite Tower6 Bis Sarl con il 6,69%), Finsoe S.p.A. (tramite Unipol con il 4,56%), Zadig Gestion (3,01%).
Gli azionisti di Bios sono Tower6 Sarl e Hopa.
Il 9 gennaio 2014 il MPS ha comunicato di aver ceduto l'intera partecipazione in Sorin.

## Inchieste giudiziarie
Come riportato dalla stampa, è tuttora in corso un'inchiesta ad opera dei PM Luigi Orsi e Mauro Clerici della Procura della Repubblica di Milano circa la scissione SNIA-Sorin del 2003, ipotizzando il reato di falso in bilancio ed associazione a delinquere finalizzata alla bancarotta per distrazione, che si sarebbe dispiegata sottraendo beni della società per 572 milioni di patrimonio netto conferendoli nella Sorin. In altri termini i manager avrebbero fatto affluire alla società sana (Sorin, che, da sola, generava il 76% dei ricavi) gli attivi di Snia, depauperandola (Snia decretata poi insolvente dal Tribunale di Milano nell'aprile 2010).
Sempre secondo i Pm, la scissione viene ritenuta effettuata senza adeguata contropartita, gravemente lesiva dell'integrità del patrimonio sociale, in contrasto con l'interesse della società scissa e in pregiudizio dei creditori sociali, di fatto a favore dell'interesse esclusivo della società beneficiaria: l'accusa dunque suppone che la scissione avrebbe creato una situazione tale per cui Snia fosse destinata a fallire.
Tuttavia, ai 25 indagati, è giunto ad ottobre 2012 l'avviso di chiusura delle indagini, pertanto non vi è stato ancora alcun pronunciamento circa eventuali rinvii a giudizio. Ovviamente, il Giudice per le Indagini Preliminari può quindi disporre l'archiviazione dell'indagine nonché lo stralcio delle posizioni dei vari soggetti coinvolti.